# Microsania pectipennis
Microsania pectipennis är en tvåvingeart som först beskrevs av Johann Wilhelm Meigen 1830.  Microsania pectipennis ingår i släktet Microsania och familjen svampflugor. Inga underarter finns listade i Catalogue of Life.